# Laurentophryne
Laurentophryne là một chi động vật lưỡng cư trong họ Bufonidae, thuộc bộ Anura. Chi này có 1 loài và không bị đe dọa tuyệt chủng.